# Agave guerrerensis
Agave guerrerensis ist eine Pflanzenart aus der Gattung der Agaven (Agave) in der Unterfamilie der Agavengewächse (Agavoideae). Das Artepitheton guerrerensis verweist auf das Vorkommen der Art im mexikanischen Bundesstaat Guerrero.

## Beschreibung
Agave guerrerensis besitzt büschelige, fleischige Rhizome. Die zwei bis drei halbfleischigen Laubblätter sind an ihrer Basis leicht stängelumfassend. Ihre verkehrt eiförmig-lanzettliche, spitze, ganzrandige Blattspreite verjüngt sich allmählich in einen schmalen, stielartigen, etwa 8 bis 10 Zentimeter langen und 2 Millimeter breiten Basalteil. Sie ist 40 bis 45 Zentimeter lang und 6 bis 8 Zentimeter breit. Die weiß-flaumenhaarige Blattspreite ist glauk, einheitlich grün oder zu ihrer Basis hin mit mehr oder weniger purpurfarbenen Flecken bedeckt. Die Reste der Blattbasen sind breit dreieckig, werden später faserig und sind etwa 4,5 Zentimeter lang.
Der kahle Blütenstand erreicht eine Höhe von 120 bis 150 Zentimeter und trägt nur wenige Blüten mit kurzen Blütenstielen. Der Schaft ist an der Basis mehr oder weniger purpurfarben punktiert. Die Blüte ist einschließlich des Fruchtknotens etwa 67 Millimeter lang. Der Fruchtknoten misst 3 Millimeter im Durchmesser. Die glockenförmige Perigonröhre hat aufrechte oder ausgebreitete Zipfel von etwa 17 Millimeter Länge.

## Systematik und Verbreitung
Agave guerrerensis ist im mexikanischen Bundesstaat Guerrero in Höhenlagen von 1250 Metern verbreitet. Sie ist nur von der Typusaufsammlung bekannt.
Die Erstbeschreibung als Manfreda guerrerensis durch Eizi Matuda wurde 1975 veröffentlicht. Gordon Douglas Rowley stellte die Art 1977 in die Gattung Agave.
Die Art gehört in die Untergattung Manfreda und wird dort der Manfreda-Gruppe zugeordnet. Agave guerrerensis ist nur unzureichend bekannt, weicht in ihren Merkmalen jedoch kaum von Agave debilis ab.

## Nachweise

## Weiterführende Literatur
- F. Gonzalez Medrano: Nota sobre la tipificacion de Manfreda guerrerensis Matuda (Agavaceae). In: Cactaceas y Suculentas Mexicanas. Band 36, Nummer 1, 1991, S. 16.